# Dwayne Cameron
Dwayne Cameron (ur. 28 października 1981 w Auckland) – nowozelandzki aktor filmowy i telewizyjny, scenarzysta, producent i okazjonalnie reżyser.
W 2017 roku zagrał autentyczną postać swojego rodaka, Bruce'a McLarena, w filmie dokumentalnym pt. McLaren.

## Wybrana filmografia

### Filmy
- 2016: Nice Package – Frostie
- 2017: McLaren – Bruce McLaren
- 2018: 211 – Steve MacAvoy

### Seriale
- 2002: Mroczny Rycerz – Mordred
- 2002–2003: Klinika Mercy Peak – Gus Van der Velter
- 2004: Power Rangers Dino Grzmot – Derrick
- 2005: Power Rangers S.P.D. –
  - Dru Harrington,
  - Giganis (głos)
- 2007: Power Rangers: Operacja Overdrive – Tyzonn/Merkury Ranger
- 2008: Shortland Street – Lindsey Reynolds
- 2009: Miecz Prawdy – Kur